# Halla (Vastseliina)
Halla – wieś w Estonii, w prowincji Võru, w gminie Vastseliina. 